# Віла-Нова-де-Мілфонтеш
Віла-Нова-де-Мілфонтеш (порт. Vila Nova de Milfontes; МФА: [ˈvi.ɫɐ ˈno.vɐ dɨ miɫ.ˈfõ.tɨʃ]) — парафія в Португалії, у муніципалітеті Одеміра. Розташована в південній частині країни, на теренах історичної португальської провінції Алентежу. Входить до складу округу Бежа. За адміністративним поділом, чинним до 1976 року, терени парафії були складовою провінції Нижнє Алентежу. Належить до Безької діоцезії Католицької церкви. Патрон — Діва Марія. Площа — 76,4810 км². Населення — 5031 ос. (2011). Слабо урбанізований регіон. Густота населення — 65,78 осіб/км²
. Код — 021111.

## Населення
| Кількість мешканців | Кількість мешканців | Кількість мешканців | Кількість мешканців | Кількість мешканців | Кількість мешканців | Кількість мешканців | Кількість мешканців | Кількість мешканців | Кількість мешканців | Кількість мешканців | Кількість мешканців | Кількість мешканців | Кількість мешканців | Кількість мешканців |
| ------------------- | ------------------- | ------------------- | ------------------- | ------------------- | ------------------- | ------------------- | ------------------- | ------------------- | ------------------- | ------------------- | ------------------- | ------------------- | ------------------- | ------------------- |
| 1864                | 1878                | 1890                | 1900                | 1911                | 1920                | 1930                | 1940                | 1950                | 1960                | 1970                | 1981                | 1991                | 2001                | 2011                |
| 683                 | 646                 | 736                 | 801                 | 901                 | 1 486               | 1 692               | 2 131               | 2 460               | 2 896               | 2 460               | 2 844               | 3 228               | 4 258               | 5 031               |